# Actua Sports
 (novembre 2019).
Si vous disposez d'ouvrages ou d'articles de référence ou si vous connaissez des sites web de qualité traitant du thème abordé ici, merci de compléter l'article en donnant les références utiles à sa vérifiabilité et en les liant à la section « Notes et références ».

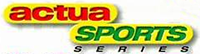
Logo de la gamme

Actua Sports est une gamme de jeux vidéo de sport développée par Gremlin Interactive entre 1995 et 1999.
Elle se compose de trois séries - Actua Golf, Actua Ice Hockey et Actua Soccer - et deux jeux : Actua Pool et Actua Tennis.

## Liste des jeux
| Titre                     | Titre alternatif                    | Année | Plate-forme                                       |
| ------------------------- | ----------------------------------- | ----- | ------------------------------------------------- |
| Actua Soccer              | RAN Soccer (Allemagne)              | 1995  | Windows, Macintosh, PlayStation, Sega Saturn, DOS |
| Actua Golf                |                                     | 1996  | PlayStation, Sega Saturn                          |
| Actua Soccer Club Edition |                                     | 1996  | Windows, PlayStation, Sega Saturn                 |
| Actua Golf 2              |                                     | 1997  | PlayStation                                       |
| Actua Soccer 2            |                                     | 1997  | Windows, PlayStation                              |
| Actua Ice Hockey          |                                     | 1998  | Windows, PlayStation                              |
| Actua Soccer 3            |                                     | 1998  | Windows, PlayStation                              |
| Actua Golf 3              |                                     | 1999  | PlayStation                                       |
| Actua Ice Hockey 2        |                                     | 1999  | PlayStation, Windows                              |
| Actua Pool                | Pool Shark                          | 1999  | PlayStation, Windows                              |
| Actua Tennis              |                                     | 1999  | Windows, PlayStation                              |
| Actua Pool                | Underground Pool (Amérique du Nord) | 2007  | Nintendo DS                                       |